# Solenura fuscoaenea
Solenura fuscoaenea är en stekelart som beskrevs av Masi 1943. Solenura fuscoaenea ingår i släktet Solenura och familjen puppglanssteklar. Inga underarter finns listade i Catalogue of Life.